# اقتصاد لندن
اقتصاد لندن تحت سلطهٔ بخش سوم اقتصاد است، به‌ویژه خدمات مالی و خدمات حرفه‌ای مرتبط، که ارتباطات قوی‌ای با اقتصاد سایر مناطق بریتانیا و اقتصاد بین‌المللی دارند. علاوه بر این‌که لندن پایتخت بریتانیا است، یکی از مراکز مالی پیشرو جهان برای بازرگانی بین‌المللی و تجارت محسوب می‌شود و یکی از «مراکز فرماندهی» اقتصاد جهانی است.
لندن پرجمعیت‌ترین منطقه، منطقه شهری و منطقه کلان‌شهری در بریتانیا است. بر اساس گزارش نهاد بروکینگز، لندن در سال ۲۰۱۱ پنجمین اقتصاد کلان‌شهری بزرگ جهان را داشت. برخی از مناطق آن دارای ارزش افزوده ناخالص سرانه‌ای تخمینی تا ۱۱۶٬۸۰۰ پوند (۱۶۲٬۲۰۰ دلار) هستند. مازاد مالی لندن که در سال ۲۰۱۶–۲۰۱۷ معادل ۳۲٫۵ میلیارد پوند بود، عمدتاً برای تأمین مالی خدمات در سایر بخش‌های بریتانیا استفاده شد.
لندن حدود ۲۲ درصد از اقتصاد بریتانیا را تولید می‌کند. در آغاز سال ۲۰۱۳، تعداد ۸۴۱٬۰۰۰ کسب‌وکار خصوصی در لندن فعالیت داشتند، که بیش از هر منطقه یا کشور دیگری در بریتانیا است. ۱۸ درصد این کسب‌وکارها در بخش فعالیت‌های حرفه‌ای، علمی و فنی و ۱۵ درصد در بخش ساخت‌وساز فعالیت داشتند. بسیاری از این کسب‌وکارها، بنگاه‌های کوچک و متوسط هستند.

## تولید ناخالص داخلی (GDP)
لندن بزرگ‌تر ۵۱۹.۱۷۸ میلیارد پوند یا حدود ۱/۴ کل تولید ناخالص داخلی بریتانیا را تولید کرده است.

### ارزش افزوده ناخالص (GVA) بر اساس منطقه
| منطقه                                              | ارزش افزوده ناخالص (میلیارد پوند) |
| -------------------------------------------------- | --------------------------------- |
| منطقه کمدن لندن و سیتی لندن                        | ۱۳۳.۹۵۲                           |
| شهر وست‌مینستر                                      | ۸۹.۴۴۹                            |
| منطقه تاور هملتس لندن                              | ۳۶.۵۵۶                            |
| منطقه هرینگی لندن و منطقه ایزلینگتون لندن          | ۳۰.۰۲۰                            |
| منطقه لویشام لندن و منطقه سات‌ارک لندن              | ۲۵.۵۸۱                            |
| منطقه هانزلو لندن و منطقه ریچموند آپون تیمز لندن   | ۲۱.۹۷۲                            |
| منطقه هکنی لندن و منطقه نیوهام لندن                | ۱۸.۸۴۵                            |
| منطقه هرو لندن و منطقه هیلینگدون لندن              | ۱۷.۳۷۰                            |
| منطقه مرتون لندن و منطقه سلطنتی کینگستون آپون تیمز | ۱۴.۹۶۹                            |
| منطقه لمبت لندن                                    | ۱۴.۸۵۳                            |
| منطقه بکسلی لندن و منطقه سلطنتی گرینیچ             | ۱۲.۰۰۸                            |
| منطقه کرویدون لندن                                 | ۱۰.۶۷۶                            |
| منطقه بارکینگ و دگنهام لندن و منطقه هیورینگ لندن   | ۱۰.۲۸۴                            |
| منطقه ردبریج لندن و منطقه والتام فورست لندن        | ۹.۸۷۵                             |
| منطقه بارنت لندن                                   | ۹.۶۳۳                             |
| منطقه ایلینگ لندن                                  | ۸.۹۸۴                             |
| منطقه برنت لندن                                    | ۸.۹۶۷                             |
| منطقه انفیلد لندن                                  | ۷.۸۸۶                             |
| منطقه بروملی لندن                                  | ۷.۴۹۳                             |

## صنایع خدماتی
لندن زودتر از دیگر شهرهای اروپایی، به‌ویژه پس از جنگ جهانی دوم، به اقتصادی عمدتاً مبتنی بر خدمات تبدیل شد. عوامل متعددی در موفقیت لندن به‌عنوان بخش سوم اقتصاد و یک مرکز تجاری نقش دارند:
- انگلیسی به‌عنوان زبان مادری و زبان بین‌المللی غالب در کسب‌وکار؛
- نقش پیشین این شهر به‌عنوان پایتخت امپراتوری بریتانیا؛[۲۰][۲۱]
- موقعیت جغرافیایی آن در اروپا، زیرا اروپا جمعیتی بیشتر از ایالات متحده دارد،[۲۲] و منطقه زمانی مرکزی آن به لندن امکان می‌دهد که به‌عنوان پلی بین بازارهای ایالات متحده و آسیا عمل کند.[۲۳]
- رابطه ویژه بین بریتانیا و ایالات متحده،[۲۴] و روابط نزدیک بریتانیا با بسیاری از کشورهای آسیا، آفریقا و خاورمیانه، به‌ویژه آن‌هایی که در اتحادیه کشورهای مشترک‌المنافع هستند.[۲۵]
- حقوق قراردادهای انگلیسی که مهم‌ترین و پرکاربردترین نظام حقوقی قرارداد در بازرگانی بین‌المللی است.[۲۶]
- محیط تجاری دوستانه (به‌عنوان مثال، مالیات‌های نسبتاً پایین برای شرکت‌ها و افراد خارجی غیرمقیم[۲۷][۲۸] و در سیتی لندن، جایی که دولت محلی نه توسط جمعیت ساکن، بلکه توسط کسب‌وکارهای مقیم انتخاب می‌شود – سیتی لندن یک دموکراسی تجاری است).[۲۹][۳۰]
- زیرساخت‌های ترابری مناسب، به‌ویژه صنعت هوانوردی آن.[۳۱][۳۲]
- سطح بالای کیفیت زندگی.[۳۳]

در حال حاضر، بیش از ۸۵٪ (۳٫۲ میلیون نفر) از جمعیت شاغل لندن بزرگ در صنایع خدماتی فعالیت می‌کنند. حدود نیم میلیون نفر دیگر که در لندن بزرگ ساکن هستند، در بخش‌های تولید و ساخت‌وساز کار می‌کنند که تقریباً به‌طور مساوی بین این دو تقسیم شده‌اند.

### مناطق تجاری
لندن پنج منطقه تجاری عمده دارد: سیتی لندن، شهر وست‌مینستر، کنری وورف، منطقه کمدن لندن و ایزلینگتون و لمبت و سات‌ارک. یکی از روش‌های سنجش اهمیت نسبی این مناطق، مقایسه میزان فضای اداری آن‌ها است: در سال ۲۰۰۱، لندن بزرگ دارای ۲۶٬۷۲۱٬۰۰۰ مترمربع فضای اداری بود.
| منطقه تجاری       | فضای اداری (m2) | تمرکز تجاری                                                |
| ----------------- | --------------- | ---------------------------------------------------------- |
| سیتی لندن         | ۷٬۷۴۰٬۰۰۰       | خدمات مالی، کارگزاری، بیمه، حقوقی، مدیریت سرمایه، بانکداری |
| وست‌مینستر         | ۵٬۷۸۰٬۰۰۰       | دفاتر مرکزی، املاک، بانکداری خصوصی، صندوق‌های تأمینی، دولت  |
| کمدن و ایزلینگتون | ۲٬۲۹۴٬۰۰۰       | صنایع خلاق، امور مالی، طراحی، هنر، مد، معماری، رسانه       |
| کنری وورف         | ۲٬۱۲۰٬۰۰۰       | بانکداری، رسانه، حقوقی                                     |
| لمبت و سات‌ارک     | ۱٬۷۸۰٬۰۰۰       | حسابداری، مشاوره، دولت محلی                                |

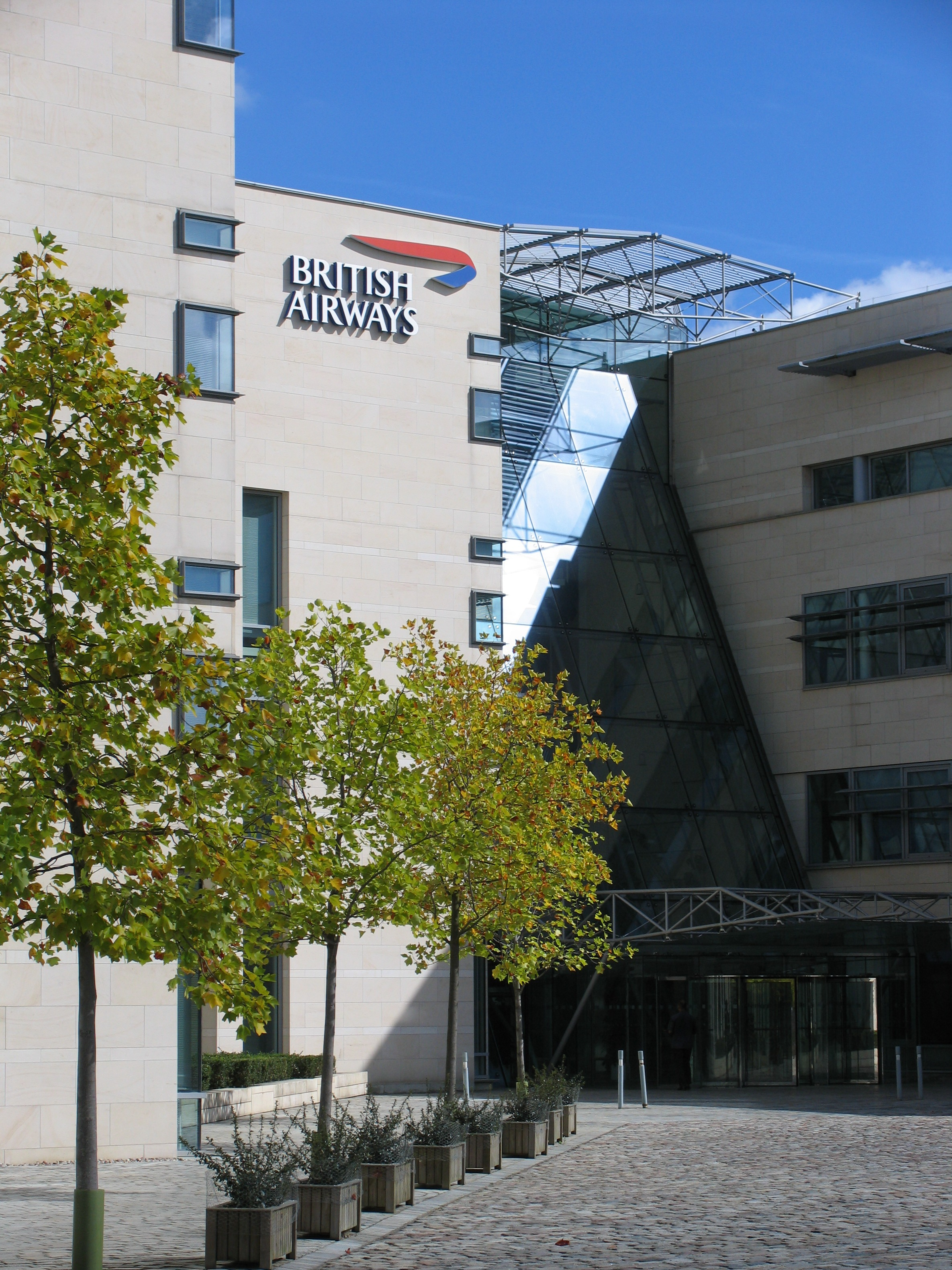
واترساید، دفتر مرکزی بریتیش ایرویز در منطقه هیلینگدون لندن

راهنمایی مفیدی برای توزیع ثروت در لندن، هزینه اجاره فضای اداری است. می‌فر و سنت جیمزس از گذشته تا به امروز گران‌ترین مناطق هستند – حدود ۱۴۶ پوند به ازای هر فوت مربع در سال. ارزان‌ترین مناطق تجاری شامل واترلو، لندن و سات‌ارک و همچنین East London Tech City، یک قطب نوظهور اما در حال رشد برای شرکت‌های نوپای فناوری، معروف به سیلیکون روندابوت، هستند که اجاره آن‌ها حدود ۶۵ پوند به ازای هر فوت مربع در سال است.

### دفاتر مرکزی داخلی و بین‌المللی
بورس لندن بین‌المللی‌ترین بورس اوراق بهادار و بزرگ‌ترین در اروپا است.
بیش از نیمی از ۱۰۰ شرکت برتر شاخص ۱۰۰ بورس اوراق بهادار فایننشیال تایمز و بیش از ۱۰۰ شرکت از ۵۰۰ شرکت بزرگ اروپا، دفتر مرکزی خود را در مرکز لندن دارند. بیش از ۷۰٪ از شرکت‌های FTSE 100 در منطقه کلان‌شهری لندن واقع شده‌اند و ۷۵٪ از شرکت‌های فرچون ۵۰۰ در لندن دفتر دارند. طبق تحقیقات انجام‌شده توسط Deloitte، «لندن بیشترین تنوع بین‌المللی را در جامعه مدیران اجرایی جهان دارد و رهبران تجاری از ۹۵ ملیت را جذب کرده است که فارغ‌التحصیلان آن‌ها در ۱۳۴ کشور فعالیت دارند».

### خدمات مالی
بزرگ‌ترین صنعت لندن همچنان بخش مالی است. این شهر بزرگ‌ترین ارائه‌دهنده خدمات مالی در جهان است و سهم قابل‌توجهی در تراز پرداخت‌های بریتانیا دارد.
در شاخص مراکز مالی جهانی سال ۲۰۱۷، لندن به‌عنوان رقابتی‌ترین مرکز مالی جهان رتبه‌بندی شد.
با این حال، در رتبه‌بندی سال ۲۰۱۸، لندن این عنوان را به نیویورک واگذار کرد. در رتبه‌بندی مشابه سال ۲۰۲۰، لندن پس از نیویورک در جایگاه دوم قرار گرفت (با شهرهایی مانند شانگهای، توکیو، هنگ کنگ، سنگاپور، پکن، سان فرانسیسکو، شنژن و زوریخ در میان ۱۰ شهر برتر).
سیتی لندن محل استقرار بورس، بانک‌ها، کارگزاری‌ها، مدیریت سرمایه‌گذاری، صندوق بازنشستگی‌ها، صندوق پوشش ریسک‌ها، سرمایه‌گذاری خصوصی، بیمه و بیمه اتکایی است. لندن به‌عنوان یک مرکز مالی برجسته شناخته می‌شود که در آن فعالان خارجی بازارهای مالی برای انجام معاملات با یکدیگر گرد هم می‌آیند.
این شهر همچنین مقر بانک انگلستان، دومین بانک مرکزی قدیمی جهان، و سازمان بانکداری اروپا است، اگرچه این سازمان پس از همه‌پرسی برگزیت در سال ۲۰۱۶، در مارس ۲۰۱۹ به پاریس منتقل شد. از دیگر نهادهای کلیدی می‌توان به لویدز لندن در زمینه بیمه و Baltic Exchange برای امور حمل‌ونقل دریایی اشاره کرد.
یک منطقه مالی دوم در کنری وورف در شرق سیتی لندن شکل گرفته است که مقر جهانی دو بانک بزرگ جهان، اچ‌اس‌بی‌سی و بارکلیز، دفتر مرکزی بین‌المللی سیتی‌گروپ و دفتر مرکزی رویترز، سرویس خبری جهانی است. در سال ۲۰۰۹، لندن ۳۶٫۷٪ از کل معاملات ارز جهانی را مدیریت می‌کرد – با میانگین گردش مالی روزانه ۱٫۸۵ تریلیون دلار آمریکا – که در آن، دلارهای بیشتری نسبت به نیویورک و یوروهای بیشتری نسبت به مجموع تمام شهرهای دیگر اروپا معامله می‌شد.
لندن مرکز پیشرو برای وام‌های بین‌المللی، بازار مشتقات، بازار پول، بیمه بین‌المللی، تجارت طلا، نقره و فلزات اساسی از طریق بازار بولیون لندن و بورس فلزات لندن و انتشار اوراق بهادار بین‌المللی است.
صنعت خدمات مالی لندن از عضویت بریتانیا در اتحادیه اروپا (EU) سود می‌برد، هرچند پس از تصمیم بریتانیا برای خروج از اتحادیه اروپا نگرانی‌هایی در این زمینه مطرح شد. با این حال، خروج بریتانیا از اتحادیه اروپا در اوایل سال ۲۰۲۱ (برگزیت) تنها تأثیر اندکی بر موقعیت لندن به‌عنوان یک مرکز مالی بین‌المللی (IFC) داشت.
ترکیب مقررات ضعیف و ارائه روش‌های پیشرفته توسط نهادهای مالی لندن برای پول‌شویی درآمدهای حاصل از فعالیت‌های مجرمانه در سراسر جهان، از جمله تجارت مواد مخدر، باعث شده است که سیتی لندن به مرکزی جهانی برای تأمین مالی غیرقانونی و لندن به پناهگاهی امن برای متخلفان مالی جهان تبدیل شود، طبق مقالات پژوهشی و گزارش‌هایی که در اواسط دهه ۲۰۱۰ منتشر شده‌اند.

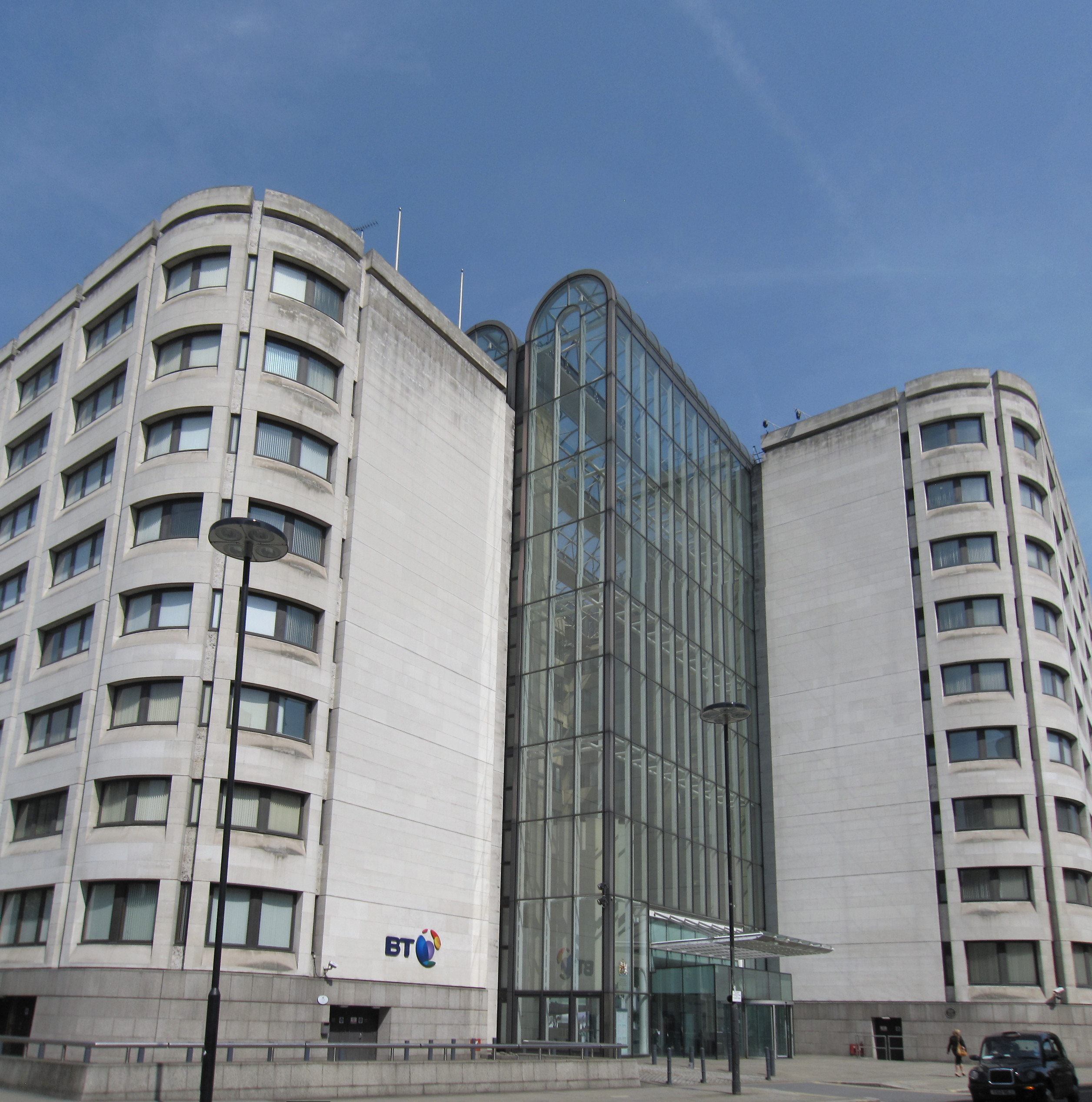
مرکز BT، دفتر مرکزی گروه بی‌تی، در سیتی لندن

### خدمات حرفه‌ای
لندن یک مرکز پیشرو جهانی برای خدمات حرفه‌ای است. بسیاری از ارائه‌دهندگان خدمات حرفه‌ای در شهر مستقر هستند، از جمله چهار شرکت برتر حسابداری در جهان و مؤسسات مشاور مدیریت بزرگ. لندن مقر چهار مورد از شش مؤسسه حقوقی بزرگ جهان است و یک مرکز بین‌المللی برجسته برای خدمات حقوقی محسوب می‌شود.

### رسانه
شرکت‌های رسانه‌ای در لندن متمرکز شده‌اند و صنعت توزیع رسانه‌ای، دومین بخش رقابتی لندن محسوب می‌شود.
بی‌بی‌سی یکی از کارفرمایان اصلی است و سایر شبکه‌های تلویزیونی و رسانه‌ای نیز دفاتر مرکزی خود را در اطراف شهر مستقر کرده‌اند. بسیاری از روزنامه‌های ملی در لندن ویرایش می‌شوند: در گذشته در خیابان فلیت در سیتی لندن، اما اکنون در سراسر پایتخت پراکنده شده‌اند. سوهو مرکز صنعت پساتولید لندن است.
ارتباطات هالیوود با بریتانیا در لندن متمرکز شده و میلیاردها پوند به اقتصاد کمک می‌کند.

### گردشگری
گردشگری یکی از مهم‌ترین صنایع لندن است. لندن پر بازدیدترین شهر جهان توسط گردشگران بین‌المللی است و در سال ۲۰۱۵، ۱۸٫۸ میلیون گردشگر بین‌المللی را پیش‌بینی کرد، که از بانکوک (۱۸٫۲ میلیون) و پاریس (۱۶٫۱ میلیون) بیشتر بود.
در داخل بریتانیا، لندن میزبان ده مورد از پربازدیدترین جاذبه‌های گردشگری است.
در سال ۲۰۰۳، گردشگری معادل ۳۵۰٬۰۰۰ شغل تمام‌وقت در لندن ایجاد کرد، در حالی که هزینه‌های سالانه گردشگران حدود ۱۵ میلیارد پوند برآورد شده است.

### فناوری
تعداد فزاینده‌ای از شرکت‌های فناوری در لندن مستقر شده‌اند، به‌ویژه در East London Tech City که با نام Silicon Roundabout نیز شناخته می‌شود. سرمایه‌گذاری در بخش فناوری لندن در سال ۲۰۱۵ به ۲٫۲۸ میلیارد دلار رسید، که ۶۹٪ بیشتر از ۱٫۳ میلیارد دلار جذب‌شده در سال ۲۰۱۴ بود. از سال ۲۰۱۰، شرکت‌های فناوری مستقر در لندن در مجموع ۵٫۲ میلیارد دلار سرمایه مخاطره‌پذیر جذب کرده‌اند.
گزارشی از سوی ارنست اند یانگ بر اهمیت لندن در صنعت فین‌تک بریتانیا تأکید می‌کند، به‌ویژه از نظر دسترسی به تخصص و تقاضا برای خدمات این حوزه.
لندن همچنین به‌عنوان سریع‌ترین قطب فناوری در اروپا معرفی شده است و بیش از ۱۰۰ شرکت فناوری برجسته دارد که ارزش آن‌ها ۱ میلیارد دلار یا بیشتر است.

### خرده‌فروشی
لندن یک مرکز عمده خرده‌فروشی است. در سال ۲۰۱۰، این شهر بیشترین فروش خرده‌فروشی غیرخوراکی را در میان تمام شهرهای جهان داشت، با مجموع هزینه‌ای در حدود ۶۴٫۲ میلیارد پوند.
صنعت مد بریتانیا، که مرکز آن در لندن قرار دارد، میلیاردها پوند به اقتصاد کشور کمک می‌کند.

## تولید و ساخت‌وساز
در قرن نوزدهم و بیشتر قرن بیستم، لندن یک مرکز بزرگ تولیدی بود (نگاه کنید به رده:موسسه‌های تولیدی در لندن)، با بیش از ۱٫۵ میلیون کارگر صنعتی در سال ۱۹۶۰. با این حال، از دهه ۱۹۶۰ به بعد، این بخش دچار افت شدیدی شد.
صنایع کاملی از بین رفتند، از جمله کشتی‌سازی (که در سال ۱۹۱۲، پس از صدها سال، با تعطیلی شرکت کشتی‌سازی تیمز متوقف شد)، صنایع الکترونیک مصرفی، هواپیماسازی و بیشتر صنعت خودروسازی. این روند همچنان ادامه دارد، از جمله تعطیلی تأسیسات داروسازی Aesica (قبلاً متعلق به مرک اند کو.) در Ponders End در سال ۲۰۱۱، و تعطیلی سانوفی (که در اصل May & Baker بود) در Dagenham تا سال ۲۰۱۳.
با این حال، صنعت داروسازی در بریتانیا همچنان حضور پررنگی در لندن دارد، از جمله دفتر مرکزی جهانی گلاکسواسمیت‌کلاین.

### تولید
در سال ۲۰۱۶، بیش از ۱۰۰٬۰۰۰ نفر در بخش تولیدی لندن مشغول به کار بودند. اکثر آن‌ها در شرکت‌های متوسط و کوچک فعالیت داشتند و همچنان دارند، مانند کارخانه تولید غذای آماده Charlie Bigham's در Park Royal، شرکت Fox Umbrellas در Croydon، و شرکت Kashket & Partners (متخصص در دوخت یونیفرم‌های نظامی در Lea Valley).
با این حال، تقریباً بزرگ‌ترین تولیدکننده که همچنان در لندن فعالیت می‌کند، فورد بریتانیا است. این شرکت دارای کارخانه تولید موتور دیزل و مرکز عملیاتی وسایل نقلیه در Dagenham است که حدود ۲٬۰۰۰ نفر را استخدام کرده است.
یکی دیگر از نام‌های آشنا در تولید لندن، Brompton Bicycle Ltd است که صدها نفر را در گرینفورد، ایزلینگ به کار گرفته است.
لندن همچنین دارای تولید مواد غذایی و نوشیدنی در مقیاس بزرگ است. نمونه‌هایی از این صنعت عبارت‌اند از:
- کارخانه کوکا کولا در Edmonton، نانوایی Warburtons در Enfield، کارخانه یونایتد بیسکویتس در هارلزدن، Fuller's Brewery در چیزیک، کارخانه نستله در هیز، هیلینگدون (تولید قهوه و شکلات)، پالایشگاه تیت اند لایل در سیلورتاون (تولید شکر و شربت).

### ساخت‌وساز
در سال ۲۰۱۴، لندن به‌عنوان بهترین شهر برای سرمایه‌گذاری در املاک و مستغلات برای سرمایه‌گذاران خارجی معرفی شد.
در سال ۲۰۱۳، توسعه املاک اداری به بالاترین سطح چهار سال گذشته رسید، به‌طوری که ۹٫۷ میلیون فوت مربع از فضا در ۷۱ پروژه در حال ساخت بود.
یک برنامه ۱۰ ساله ساخت‌وساز به ارزش چند میلیارد پوند در منطقه Nine Elms در ساوت بانک رود تیمز در مرکز لندن آغاز شده است. این پروژه، منطقه‌ای صنعتی و نیمه متروکه را به یک منطقه مدرن مسکونی و تجاری تبدیل خواهد کرد.
این طرح شامل:
- بازسازی نیروگاه بترسی، ساخت سفارت‌های جدید برای سفارت ایالات متحده آمریکا در لندن و هلند، بازسازی New Covent Garden Market (بزرگ‌ترین بازار محصولات تازه بریتانیا).
برنامه‌های بهبود حمل‌ونقل شامل:
- دو ایستگاه جدید مترو در خط Northern، اسکله‌های جدید برای قایق‌های مسافری، اتوبوس‌های جدید، شبکه‌ای از مسیرهای دوچرخه‌سواری و پیاده‌روها.
یک پل جدید بر روی رودخانه تیمز نیز Nine Elms را به Pimlico متصل خواهد کرد. پس از بهره‌برداری، حدود ۲۵٬۰۰۰ شغل دائمی و ۱۶٬۰۰۰ واحد مسکونی جدید ایجاد خواهد شد.
سایر پروژه‌های بزرگ ساخت‌وساز شامل Kings Cross Central و Paddington Waterside هستند. در سال ۲۰۱۴، دولت ۲۰ منطقه جدید مسکونی را در لندن مشخص کرد.
در فوریه ۲۰۱۵، توسعه ۹ منطقه نخست تأیید شد که ۲۸٬۰۰۰ خانه جدید را تا سال ۲۰۲۵ ایجاد می‌کند، با سرمایه‌گذاری ۲۶۰ میلیون پوندی.

## آموزش
لندن یکی از مراکز آموزشی پیشرو در جهان است و دارای یکی از بزرگ‌ترین جمعیت دانشجویان بین‌المللی در بین تمام شهرهای جهان است.
دانشگاه لندن دارای بیش از ۱۲۰٬۰۰۰ دانشجو است و بزرگ‌ترین دانشگاه آموزشی حضوری در بریتانیا و یکی از بزرگ‌ترین دانشگاه‌های اروپا محسوب می‌شود. این دانشگاه ۱۹ کالج و ۱۲ مؤسسه دارد.
از بزرگ‌ترین کالج‌های دانشگاه لندن می‌توان به کالج دانشگاهی لندن، کینگز کالج لندن، مدرسه اقتصاد لندن و سیتی، دانشگاه لندن اشاره کرد.
امپریال کالج لندن، کینگز کالج لندن، مدرسه اقتصاد لندن، Barts و کالج دانشگاهی لندن از مراکز تحقیقاتی پیشرو محسوب می‌شوند و در سطح جهانی هم‌رده با مؤسسه فناوری ماساچوست، دانشگاه کالیفرنیا، برکلی، دانشگاه پرینستون، دانشکده پزشکی دانشگاه جانز هاپکینز، دانشگاه کلمبیا و سایر دانشگاه‌های معتبر ایالات متحده قرار دارند.
بیشتر انجمن علمی‌های پیشرو جهان در لندن مستقر هستند. مؤسسه سلطنتی یکی از قدیمی‌ترین و مهم‌ترین مراکز پژوهشی است که در طول تاریخ به ترویج و گسترش دانش علمی از طریق پژوهش و مطالعه پرداخته است.
لندن همچنین پیشروترین مرکز آموزش هنر در اروپا محسوب می‌شود.

## ترابری
ترابری یکی از بخش‌های کلیدی اقتصاد لندن است و هم در بخش خدماتی و هم در بخش ساخت‌وساز تأثیرگذار است.

### ترابری همگانی
لندن دارای سامانه حمل‌ونقل عمومی یکپارچه است که توسط شرکت حمل و نقل لندن (TfL) مدیریت می‌شود و شامل یک شبکه بلیت‌الکترونیکی واحد به نام Oyster card است. این شبکه حمل‌ونقل با موفقیت جابجایی‌های المپیک تابستانی ۲۰۱۲ را مدیریت کرد.
این سامانه شامل موارد زیر است:
- متروی لندن
- متروی زمینی لندن
- قطار سبک داکلندز
- London Buses (اتوبوس‌های لندن)
- London River Services (خدمات حمل‌ونقل آبی)
لندن همچنین دارای حلقه‌ای از ایستگاه‌های بین‌شهری است که به شهرها، روستاها و کشورهای دیگر متصل می‌شوند. قطار یورواستار از لندن به پاریس، بروکسل و آمستردام خدمات ارائه می‌دهد.

### کراس‌ریل
کراس‌ریل خط ریلی شرقی-غربی لندن است که در سال ۲۰۲۲ افتتاح شد. این پروژه شامل ۱۱۸ کیلومتر (۷۳ مایل) مسیر ریلی است که یک شاخه آن به فرودگاه هیترو لندن متصل می‌شود.
ویژگی اصلی این پروژه، ۴۲ کیلومتر (۲۶ مایل) تونل جدید است که ایستگاه‌های مرکز لندن را به یک شاخه در شرق لندن (Canary Wharf) متصل می‌کند. این پروژه بزرگ‌ترین پروژه ساختمانی اروپا محسوب می‌شود و هزینه آن ۱۵ میلیارد پوند برآورد شده است.
Crossrail 2 به‌عنوان یک پروژه اضافی برای گسترش حمل‌ونقل در نظر گرفته شده است.

### راه‌ها
بیشتر خیابان‌های مرکز لندن قبل از اختراع خودروها طراحی شده‌اند و در نتیجه، شبکه جاده‌ای لندن اغلب شلوغ است.
هزینه عبور از مرکز لندن
- ۱۶ پوند در روز (Congestion Charge)
- ۱۲٫۵۰ پوند اضافه در روز برای خودروهایی که استاندارد یورو ۴ (بنزینی) و یورو ۶ (دیزلی) را رعایت نمی‌کنند.

### فرودگاه‌ها
لندن دارای شش فرودگاه بین‌المللی است که از پرترددترین فرودگاه‌های شهری جهان محسوب می‌شوند:
- فرودگاه هیترو لندن
- فرودگاه گاتویک
- فرودگاه استانستد لندن
- فرودگاه لوتن لندن
- فرودگاه لندن سی‌تی
- فرودگاه جنوبی لندن
برنامه‌های گسترش ظرفیت فرودگاه‌های لندن شامل گسترش فرودگاه هیترو و گسترش فرودگاه گاتویک است. این برنامه‌ها با هدف تقویت رشد اقتصادی بریتانیا و ایجاد یک قطب بین‌المللی حمل‌ونقل هوایی برای ارتباط با کشورهای درحال‌توسعه طراحی شده‌اند.
انتظار می‌رود گسترش هیترو منجر به ایجاد ۱۲۰٬۰۰۰ شغل جدید در سراسر بریتانیا و بیش از ۱۰۰ میلیارد پوند سود اقتصادی شود.

### بنادر
بندر لندن که روزگاری بزرگ‌ترین بندر جهان بود، اکنون دومین بندر بزرگ بریتانیا محسوب می‌شود و سالانه ۴۸ میلیون تن کالا را جابه‌جا می‌کند.
این بندر شامل چندین اسکله، ترمینال و امکانات مختلف است که طی قرون مختلف ساخته شده‌اند. امروزه، بخش عمده‌ای از فعالیت‌های بندری لندن از طریق Port of Tilbury انجام می‌شود که خارج از محدوده لندن بزرگ قرار دارد.
London Gateway، جدیدترین بندر کانتینری بریتانیا، در سال ۲۰۱۳ افتتاح شد. این بندر ۱٫۵ میلیارد پوند هزینه داشته و در Thurrock, Essex در فاصله ۲۰ مایلی (۳۲ کیلومتری) لندن قرار دارد. انتظار می‌رود که سالانه ۳٫۵ میلیون کانتینر را جابه‌جا کند و ۲۷٬۰۰۰ شغل جدید ایجاد کند.